# Cos estrany
En medicina un cos estrany (CE) és qualsevol massa o partícula de material que no forma part de l'organisme o no és normal on és trobada i que no és absorbida ràpidament, essent un objecte aliè a l'organisme que hi ha penetrat més o menys profundament. Ja sigui un objecte inhalat, deglutit o introduït a un orifici anatòmic (de l'orella, del nas, etc.) o que ha entrat en el cos a través de la pell produint una ferida (una estella, una espina, un projectil, etc.).
La introducció accidental d'objectes en ulls, nas, orelles i vies respiratòries és un problema freqüent. De vegades treure'ls és fàcil, però és recomanable no forçar la seva extracció sense assistència per part de professionals de la salut.
Tot i ser un fenomen poc vist en la pràctica clínica, els cossos estranys de petites dimensions poden migrar des del seu punt de fixació inicial fins a altres teixits més o menys distants, on en determinats casos romanen molt temps sense produir a penes símptomes. Hi ha que migren a través d'una estructura vascular i uns altres ho fan desplaçant-se pels teixits tous en direcció a la pell.

## Cossos estranys en l'ull
El globus ocular i les seves estructures adjacents són d'una gran sensibilitat. Qualsevol cos estrany, per petit que siga, origina de seguida molèstia o dolor, llagrimeig, parpelleig i enrogiment. El llagrimeig, el parpelleig i els moviments del globus ocular són respostes que procuren desplaçar el cos estrany cap a l'exterior, cap a l'angle extern. No és inhabitual que un CE atrapat sota la parpella inferior causi una o més erosions corneals verticals que empitjoren al parpellejar repetidament. Si la còrnia està perjudicada pot existir fotofòbia i perill d'aparició d'una opacitat en ella si el cas no es tracta de forma adequada.
La lesió que produeix un CE que entra en contacte amb l'ull depèn de la seva mida i naturalesa i de la velocitat que porta al fer-ho.
- cossos estranys superficials: només afecten la superfície ocular (conjuntiva o còrnia). Són els més freqüents i acostumen a causar lesions poc importants. Sovint, una correcta irrigació de l'ull permet eliminar-los.[9]
- cossos estranys intraoculars: penetren dins del globus ocular.[10] No són gaire comuns i, en cas de sospitar la seva existència, cal sempre fer una exploració oftalmològica i/o procediments d'imatge el més aviat possible.[11] Qualsevol cos estrany penetrant és una lesió greu que pot generar serioses complicacions visuals,[12] com ara endoftalmitis, despreniment de retina[13] o queratitis bul·losa.[14]

Els CEs oculars metàl·lics són habituals en treballadors industrials que realitzen treballs de soldadura, perforació o afilament. Alguns d'ells evolucionen sense causar símptomes. Quan són de ferro i porten molt temps retinguts a l'interior de l'ull poden ocasionar una siderosi ocular. Els de pintura seca abunden en els pintors i decoradors. Els orgànics (sobretot vegetals) en pagesos i jardiners, comportant aquests un alt risc d'infecció afegida. Inusualment, es veuen pèls urticants d'aranya o fiblons d'abelles mel·líferes enclavats a l'espai subconjuntival. Inclús s'ha registrat la presència d'exemplars d'halíctids vius a la mucosa palpebral. En alguns casos de loaiasi, els cucs de Loa loa poden migrar i ocupar la cambra anterior de l'ull.

## Cossos estranys en les orelles
Petits objectes i fins i tot artròpodes o les seves larves poden introduir-se en el conducte auditiu extern (CAE). És un fet bastant habitual que afecta a un grup etari homogeni i no solament als nens. Les paparres són els àcars que es troben amb més freqüència dins del CAE. En aquests casos cal actuar de la manera següent:
- No intentar treure'l amb cap instrument perquè hi ha perill d'introduir-lo més i de danyar el timpà i l'orella mitjana.
- Inclinar el cap amb l'orella afectada cap avall i sacsejar-la amb suavitat per afavorir que l'objecte caiga per gravetat.
- De vegades, si l'objecte està poc introduït, es troba a la vista i és flexible o mal·leable, es pot intentar agafar amb unes pinces de depilació i extreure'l amb molta cura.
- Si no és possible extreure'l amb facilitat, cal acudir al servei d'urgències. Una vegada avaluades les característiques pròpies del cas, el metge té diverses opcions a l'hora de retirar el CE (extracció manual instrumentada, succió, irrigació, cianoacrilat), sent preceptiu comprovar després l'estat del CAE i del timpà amb l'otoscopi.[25] Tots els procediments presenten pros i contres i per tal de facilitar la decisió de la tècnica més adequada a les circumstàncies de cada pacient ha estat dissenyat un diagrama de flux específic.[26]

Aquests cossos estranys impliquen un cert risc de desenvolupar una otitis i, amb menys freqüència, de complicacions intratemporals subsegüents a aquesta. De forma ocasional, un CE òtic pot ser confós amb incrustacions de cerumen al CAE.

## Cossos estranys en el nas
Si un cos estrany s'introdueix en el nas, la manera d'actuar és molt semblant a quan s'ha allotjat en l'orella. El que no s'ha de fer és intentar extreure'l amb cap instrument ni inhalant amb força, ja que pot introduir-s'hi encara més. És recomanable respirar per la boca mentre l'objecte està en el nas, i sonar-se tapant la fossa nasal lliure amb suavitat per veure si es pot expulsar. Si no s'aconsegueix, el millor és anar al servei d'urgències.
La major part dels casos es veuen en nens, sobretot d'entre 2 i cinc anys, encara que també s'observen en individus amb malalties psiquiàtriques o discapacitat intel·lectual. Pot ser difícil identificar aquests cossos estranys si el propi pacient no indica la seva existència o una altra persona no està present en el moment de ser introduïts. En principi, treure'ls no comporta una actuació medica complexa, però alguna vegada pot ser necessari practicar abans una anestèsia general. Les complicacions més habituals són epistaxis, sinusitis i otitis mitjana. Rarament, la retenció del cos estrany ocasiona cel·lulitis preseptal, meningitis o tètanus. Els objectes intranasals tenen tendència a allotjar-se en la zona baixa del cornet nasal inferior o davant del cornet mitjà i, si passen desapercebuts, poden romandre anys dins de la cavitat nasal. Amb el temps, alguns d'ells es calcifiquen i formen rinòlits.

## Cossos estranys en les vies aèries
Aquesta és, sens dubte, la situació més urgent i greu que es pot donar, ja que depenent de la grandària de l'objecte i de la seua ubicació en les vies respiratòries, pot arribar a obstruir-les totalment o parcialment. El cos estrany pot quedar-se allotjat en la tràquea o en els bronquis i produir una asfíxia per ennuegament, per la qual cosa és summament important extreure'l del tracte respiratori el més aviat possible. En aquests casos cal aplicar a l'afectat, amb caràcter d'urgència, la maniobra de Heimlich.
Per edats, aquesta mena de successos té una distribució bimodal: es veu sobretot en nens d'entre 1 i 3 anys i en persones majors de 60 anys. En els dos grups, els cossos estranys predominants són de naturalesa orgànica (trossos de menjar, llavors, fruits secs), encara que ha estat descrita l'aspiració de múltiples objectes més o menys inversemblants (pedres, agulles, globus, dents o vàlvules de fonació protèsiques) i també de petits animals vius sencers (alevins, cucs o sangoneres). L'aspiració i la ingesta simultània de CEs és un fet possible, si bé excepcional.
Els signes i símptomes de l'aspiració d'un cos estrany poden variar molt segons sigui el grau d'impediment respiratori. Els més habituals són dispnea, tos i moviments i sorolls respiratoris anormals o reduïts. Adesiara, apareix un edema pulmonar postobstructiu. Emperò, de vegades la simptomatologia és inespecífica o inexistent; una circumstància que dificulta molt el diagnòstic, en especial si la radiografia de tòrax no mostra alteracions. Inclús l'evidència d'atrapament aeri, atelèctasi o pneumotòrax no és patognomònica d'inhalació de cos estrany, obtenint-se amb molta freqüència la diagnosi definitiva per mitjà de l'avaluació endoscòpica.
Quan el CE no es retirat després de l'aspiració i el grau d'obstrucció de la via és moderat, el material pot quedar retingut al tracte respiratori inferior durant anys o fins i tot dècades i mostrar eventualment l'aspecte d'un procés tuberculós o d'una neoplàsia. A mitjà i llarg termini, les complicacions més comunes d'aquesta mena de CEs són la pneumònia i la formació de granulomes, si bé amb certa freqüència apareixen broncospasmes, hemoptisis (sobretot si l'objecte aspirat és punxegut, una característica singular que pot comportar la resecció d'un segment pulmonar) estenosis bronquials, abscessos pulmonars o bronquièctasis (dilatacions de la llum bronquial). S'han descrit alguns casos d'actinomicosi pulmonar greu relacionats amb CEs intrabronquials de tipus orgànic. En adults, no és extraordinari que els CEs respiratoris de llarga evolució es confonguin amb l'existència d'una MPOC o d'una fibrosi quística.

## Cossos estranys en les vies digestives
Normalment i, en especial en l'adult, els objectes solen travessar tot l'intestí sense causar problemes, llevat que per la forma o la grandària quedi obstruït. Hi ha un mecanisme de defensa del tub digestiu que funciona molt bé: la motilitat intestinal fa que el cos estrany avance per tot l'intestí i siga expulsat en la defecació sense problemes, fins i tot si es tracta d'objectes punxeguts. Però de vegades, si la grandària és considerable, poden allotjar-se en l'esòfag i bloquejar-lo o, més rarament, en l'intestí prim i generar un quadre d'obstrucció intestinal que pot arribar a ser greu. En alguns casos, per tal d'evitar lesions a la mucosa, és convenient extreure endoscòpicament el cos estrany de l'esòfag si la seva morfologia o posició així ho indiquen. Les agulles de cosir poden travessar l'estómac o el duodè i quedar inserides en el fetge o el pàncrees. S'han descrit apendicitis, perforacions i vòlvuls (torsions) intestinals infantils després d'ingerir imants, molts provinents de joguines inadequades per a nens petits o sense les preceptives garanties de seguretat. La ingesta d'imants de neodimi és especialment perillosa. Excepcionalment, la perforació del budell es manifesta mesos després que el cos estrany hagi entrat dins de l'aparell digestiu.
Per regla general, els bezoars són CEs intragàstrics, si bé el seu extrem distal pot prolongar-se fins a ocupar l'intestí prim o el còlon ascendent (síndrome de Rapunzel). De forma insòlita, es localitzen al recte. La composició de la majoria d'ells és orgànica, sent els més comuns els fitobezoars (formats per l'acumulació de restes vegetals no digerides), els tricobezoars (causats per la ingesta compulsiva de pèls) i els lactobezoars (un conglomerat patològic de llet i moc que es crea a l'estómac d'alguns lactants, de vegades quan prenen llet en pols poc hidratada). Els fàrmacobezoars són molt inusuals i es veuen sobretot en casos d'ingesta massiva de medicaments que contenen derivats de la cel·lulosa.
El desallotjament quirúrgic d'un cos estrany intragàstric voluminós comporta efectuar una gastrotomia transversa, la qual pot tenir un caràcter molt urgent si el motiu és la ingesta i posterior ruptura d'un paquet de cocaïna, material que també pot obstruir el pílor o l'intestí o causar la mort de l'individu per sobredosi de la droga. De vegades, objectes perforants a l'intestí prim o al còlon provoquen una peritonitis complicada que requereix la pràctica d'una enterotomia o una colectomia a la zona de lesió.
Els individus prèviament sotmesos a cirurgia gastrointestinal o amb malformacions congènites o variants anatòmiques particulars del tracte digestiu són proclius a la retenció, fins i tot recidivant, de cossos estranys.
Els objectes retinguts en la zona anorectal és veuen amb certa freqüència en la pràctica mèdica. Moltes vegades són un problema diagnòstic i terapèutic pels professionals, ja que la gran variabilitat en forma i mida d'aquests particulars cossos estranys fa que la seva identificació i extracció requereixi sovint una considerable perícia. Si el pacient està estable i no mostra signes de perforació, habitualment s'intenta la retirada l'objecte per via transanal al servei d'urgències, emprant anestèsia local o sedació conscient. Quan aquest procediment fracassa, cal intentar l'extracció del cos estrany a la sala d'operacions sota anestèsia general. La laparotomia quirúrgica es reserva pels casos de ruptura o d'isquèmia colorectal. En relació directa o indirecta amb CEs d'aquesta índole retinguts, s'ha descrit algun cas de dany permanent del plexe lumbosacre i d'ictus embòlic subsegüent a endocarditis infecciosa.
Si una persona que s'ha engolit un cos estrany presenta salivació abundant, dolor abdominal, vòmits o qualsevol altre símptoma de malestar, ha d'acudir al metge sens falta.

## Cossos estranys intracardíacs
Els CEs poden arribar al cor a causa d'un traumatisme involuntari directe, d'una autoagressió, o d'una embolització. També apareixen en l'òrgan per desplaçament des d'un altre punt del tòrax. Molt poques vegades provenen d'una regió corporal diferent. És un fet raríssim que siguin la causa d'un tamponament cardíac. Quan estan envoltats per una acumulació de teixit fibrós és fàcil confondre'ls amb una neoplàsia cardíaca.

## Cossos estranys intracranials
Quasi sempre són el resultat de traumatismes penetrants. No és rar que es localitzin a llocs on la resistència dels ossos del crani és menor, com ara l'òrbita o les porcions escatosa i auricular de l'os temporal. Hi ha casos en els quals aquests CEs originen poca o cap simptomatologia. Generalment, però, s'acompanyen de lesions vasculars cerebrals tributàries de neurocirurgia urgent. Rares vegades, el cos estrany es desplaça des del lloc d'entrada inicial fins a l'interior del parènquima cerebral formant una massa granulomatosa que provoca l'aparició de convulsions epilèptiques anys després d'haver-se produït el traumatisme. En algun cas, el material sintètic deixat intencionadament durant l'extracció quirúrgica d'un tumor cerebral origina un granuloma de cos estrany que fa sospitar l'ulterior i progressiva creixença d'una recidiva de la neoplàsia.

## Cossos estranys iatrogènics
Són els derivats d'un acte mèdic, sigui curatiu o amb finalitat diagnòstica. La seva tipologia és tan diversa com els procediments que els originen. Encara que els avenços tecnològics i la millora dels protocols de sala d'operacions ha disminuït molt el seu nombre, els produïts per una intervenció quirúrgica figuren entre els més comuns, en especial els formats per material tèxtil (gases o apòsits de cotó que queden involuntàriament allotjades a l'interior del camp operatori) i que reben el nom de textilomes. Poden crear una massa amb aspecte de tumor maligne, abscessificar-se, desencadenar una peritonitis, comprimir estructures adjacents o provocar la formació d'una fístula. Amb molta menys freqüència, el cos estrany és una agulla de sutura o un altre instrument metàl·lic com ara una fulla de bisturí.
Quan un implant de mama de silicona es trenca el seu contingut produeix cossos estranys granulomatosos (siliconomes) fora de la pròtesi, localment o a certa distància, difícils d'identificar amb tècniques d'imatge i que es tracten la majoria de vegades efectuant la seva excisió. Trobar un cos estrany de plàstic rígid perdut en el decurs d'aquest tipus de cirurgia és un fet del tot insòlit.
Una de les infreqüents complicacions dels cateterismes és la gènesi de cossos estranys a causa de la fragmentació del tub o del despreniment de petits trossos pertanyents al material que el recobreix.